# Москвин, Валентин Артурович
Валенти́н Арту́рович Москви́н (укр. Валентин Артурович Москвін; 8 января 1968, Ивано-Франковск, Украинская ССР, СССР) — советский и украинский футболист, нападающий.
В 2008 году работал тренером в СДЮСШОР Прикарпатье (Ивано-Франковск).
Интересные факты
На протяжении карьеры никогда не исполнял пенальти. Был участником товарищеского матча с Реалом Мадридом на Сантьяго Бернабеу в составе Днепра(2:1).

## Биография
Первый тренер — Шайкин Ю. С.
В высшей лиге чемпионата СССР провел 25 матчей, забил 2 гола.
В высшей лиге чемпионата Украины провел 114 матчей, забил 14 голов.
Валентин Москвин вошёл в историю как автор последнего гола днепропетровского «Днепра» в чемпионатах СССР.

### В сборной
Единственную игру за сборную Украины сыграл 28 октября 1992 года против сборной Беларуси (1:1).

## Достижения
- Победитель Мемориала Гранаткина в составе юношеской сборной СССР (1986)
- Чемпион СССР среди дублеров (1991)
- Серебряный призёр Чемпионата Украины (1): 1993
- Бронзовый призёр Чемпионата Украины (3): 1992, 1995, 1996
- Финалист Кубка Украины (1): 1995
- Участник Лиги чемпионов